# 寺垣光
寺垣光（てらがき ひかり、1991年8月13日 - ）は、富山県富山市出身の元ボートレーサーである。登録番号4869。116期。現役時代は、福井支部所属。高校の先輩にボートレーサー の今井美亜。同期に田中宏樹、小川日紀太、立具敬司、大塚康雅、西岡育未、勝浦真帆、大山千広、瀧川千依らがいる。

## 来歴
富山県に生まれ育つ。
富山県立水橋高等学校・駿河台大学現代文化学部現代文化学科卒業。
- 2013年3月21日、選手登録。
- 2013年5月17日からボートレース三国で開催された 一般戦「トランスワード杯2015」初日第2Rでデビュー（6着）[1]
- 2015年12月18日からボートレース徳山で開催された 一般戦「yab山口朝日放送杯争奪戦」6日目第4Rが現役ラストランとなった。[2]

## 戦績
- 出走回数：62回
- 1着回数：0回
- 5着回数：5回
- 6着回数：56回
- 優出回数：0回
- 優勝回数：0回
- フライング(F)回数：1回
- 出遅れ(L)回数：0回
- 通算勝率：1.06
- 2連対率：
- 3連対率：
- 生涯獲得賞金：1,842,000円